# Żleb Szczerby

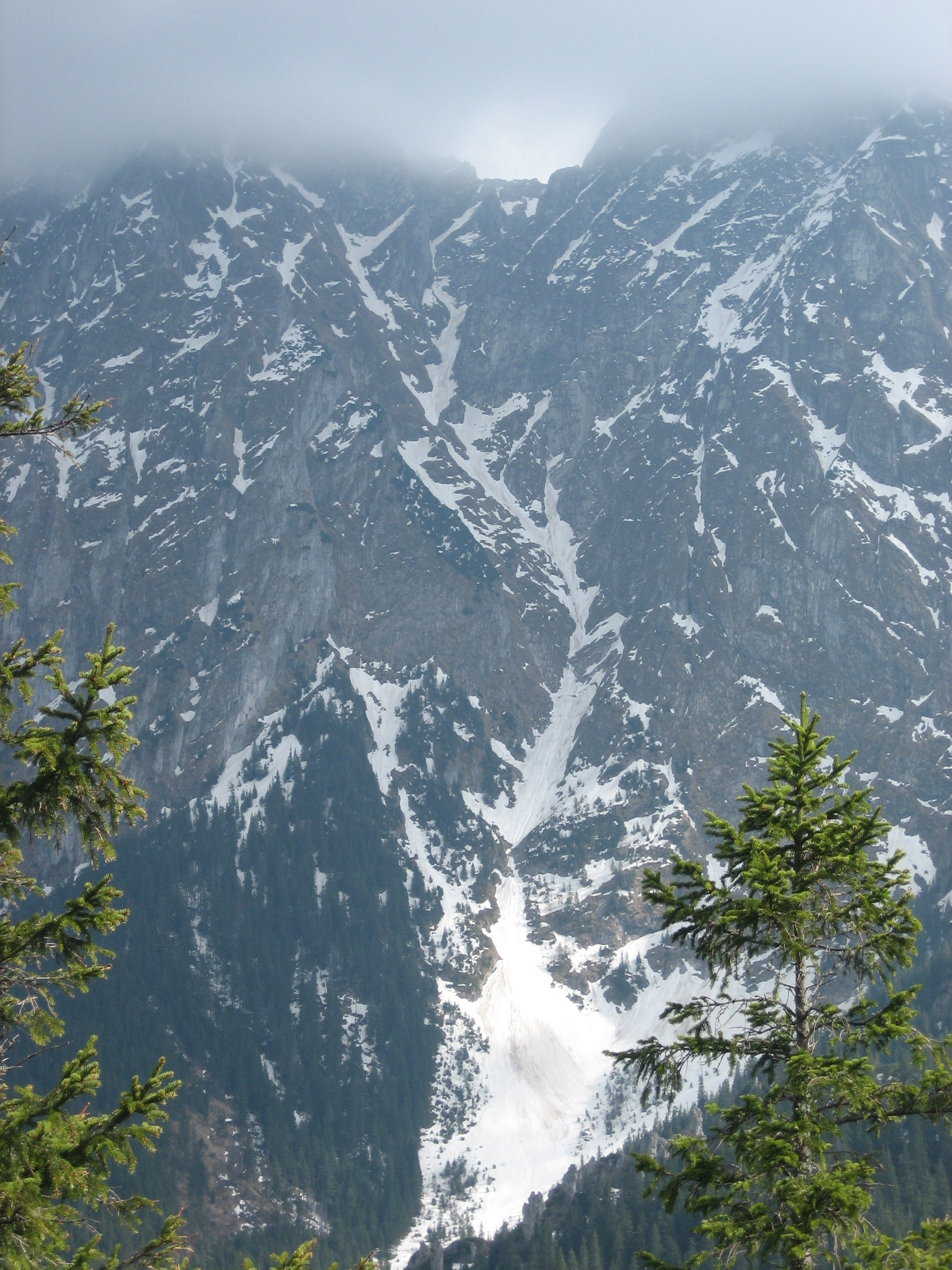
Żleb Szczerby opadający z Giewontu, widoczny z Łysanek

Żleb Szczerby – potężny żleb na północnych ścianach masywu Giewontu w Tatrach Zachodnich. Opada on spod przełęczy Szczerba (1823 m), oddzielającej właściwy szczyt Giewontu – Wielki Giewont (1894 m) – od Długiego Giewontu (1867 m). Żleb opada do Małej Dolinki, będącej górną częścią Doliny Strążyskiej.
Wyżłobiony w wapieniach i dolomitach żleb w dolnej części, ponad Małą Dolinką lśni białością, gdyż jest szlifowany przez spadające kamienie i lawiny śnieżne. W 1/3 jego wysokości znajduje się próg skalny o wysokości ok. 60 m, który od lat ma ustaloną nazwę Blachy. Jest zbudowany z białych wapiennych płyt skalnych. Na płytach tych zalega śnieg lawinowy, nieraz przez całe lato. Poniżej płyt kilka progów i wnęka po wschodniej stronie żlebu, tuż pod płytami. Ponad płytami bardzo stromy, trawiasty, silnie eksponowany i niebezpieczny odcinek żlebu. Po jego przebyciu już nieco łatwiejsza wyższa część żlebu, a w niej niewielka turnia wystająca z Długiego Giewontu. Górny odcinek żlebu jest znów bardzo stromy, jego ściany tworzą niemal pionową studnię, ale po prawej stronie jest płytki i prosty boczny żleb, którym bez większych trudności można się wspiąć na niewielką przełączkę w bocznej grzędzie, skąd, trawersując na prawo, wychodzi się na Szczerbę.
Żlebem prowadzi jedna z dróg wspinaczkowych o trudnościach III z wariantami dochodzącymi do V+ dla taterników, jednak obecnie TPN zabronił wspinaczki w tym rejonie. Zdarzały się próby zejścia tym żlebem przez turystów wprost do Doliny Strążyskiej, wiele z tych prób zakończyło się tragicznie.